# Guillaume Roussel
Pour les articles homonymes, voir Roussel.
 (août 2023).
Si vous disposez d'ouvrages ou d'articles de référence ou si vous connaissez des sites web de qualité traitant du thème abordé ici, merci de compléter l'article en donnant les références utiles à sa vérifiabilité et en les liant à la section « Notes et références ».
Guillaume Roussel est un compositeur de musique de film français né le 18 mars 1980.

## Biographie
Issu d’une formation classique, Guillaume Roussel commence le piano à l’âge de cinq ans. Il se forme jusqu’à ses 17 ans à l’harmonisation, l’orchestration et la direction et est diplômé du conservatoire à rayonnement régional de Saint-Maur-des-Fossés en 1998. Il étudie ensuite le jazz au CIM de Paris et à l’école Didier Lockwood, ce qui en 2006 le mène jusqu’aux mythiques studios londoniens d’Abbey Road, où il dirige le London Philharmonic Orchestra.
Inspiré par la musique à l’image, Guillaume s’installe à Los Angeles en 2010 où Hans Zimmer l’invite à rejoindre ses prestigieux studios Remote Control. À ses côtés, il compose pour des longs-métrages tels que Pirates des Caraïbes 4 ou Les Schtroumpfs.
En 2014, Guillaume Roussel signe la BO du film La French (Cédric Jimenez).
Dans ses projets récents figurent Bac Nord de Cédric Jimenez qui lui vaut une nomination au César de la meilleure musique, Black Beauty d’Ashley Avis pour sa première collaboration avec Disney, la série Totem pour Amazon Prime ainsi que le long-métrage Loin du periph pour Netflix réalisé par Louis Leterrier. En 2022, il est choisi par Martin Bourboulon et Dimitri Rassam pour écrire la musique du diptyque consacré aux Trois Mousquetaires.

## Filmographie

### Cinéma
- 2006 : Tomorrow is Today[4] de Frederic Haubrich
- 2007 : Big City de Djamel Bensalah
- 2012 : Les Seigneurs d'Olivier Dahan[5]
- 2013 : Vingt ans d'écart de David Moreau
- 2014 : Le Crocodile du Botswanga de Fabrice Éboué et Lionel Steketee
- 2014 : 3 Days to Kill de McG
- 2014 : Fastlife de Thomas Ngijol
- 2014 : La French de Cédric Jimenez
- 2015 : Croisades de Nick Powell
- 2015 : Un peu, beaucoup, aveuglément de Clovis Cornillac
- 2017 : HHhH de Cédric Jimenez
- 2017 : Coexister de Fabrice Eboué
- 2019 : Mais vous êtes fous d'Audrey Diwan
- 2019 : Primal de Nick Powell
- 2020 : BAC Nord de Cédric Jimenez
- 2020 : Black Beauty d'Ashley Avis
- 2021 : Barbaque de Fabrice Éboué
- 2021 : C'est magnifique ! de Clovis Cornillac
- 2022 : Loin du périph de Louis Leterrier
- 2022 : King de David Moreau
- 2022 : Novembre de Cédric Jimenez
- 2022 : Kompromat de Jérôme Salle
- 2022 : Couleurs de l'incendie de Clovis Cornillac
- 2023 : 10 jours encore sans maman de Ludovic Bernard
- 2023 : Les Trois Mousquetaires : D'Artagnan de Martin Bourboulon
- 2023 : Expendables 4  de Scott Waugh
- 2023 : Les Trois Mousquetaires : Milady de Martin Bourboulon
- 2024 : Ici et là-bas de Ludovic Bernard
- 2024 : The Lamb d’Ashley Avis
- 2025 : 13 jours, 13 nuits de Martin Bourboulon
- 2025 : Le Grand Déplacement de Jean-Pascal Zadi

### Musiques additionnelles
- 2009 : Blood: The Last Vampire de Chris Nahon
- 2010 : Comment savoir de James L. Brooks
- 2011 : Les Schtroumpfs de Raja Gosnell
- 2011 : Pirates des Caraïbes : La Fontaine de Jouvence de Rob Marshall
- 2012 : Mr. Morgan's Last Love de Sandra Nettelbeck
- 2013 : Les Schtroumpfs 2 de Raja Gosnell
- 2013 : Un prince (presque) charmant de Philippe Lellouche
- 2014 : Grace de Monaco d'Olivier Dahan
- 2018 : Yéti et Compagnie de Karey Kirkpatrick
- 2019 : Playmobil, le film de Lino DiSalvo
- 2019 : Angry Birds : Copains comme cochons de Thurop Van Orman et John Rice

### Télévision
- 2004 : Élodie Bradford de Lionel Bailliu (série M6)
- 2008 : Le Monde est petit de Régis Musset (téléfilm TF1)
- 2009 : Les Corbeaux de Régis Musset (série TF1)
- 2010 : Panique ! de Benoît d'Aubert (téléfilm TF1)
- 2010 : Jeux dangereux de Régis Musset (téléfilm France 2)
- 2010 : La peau de chagrin d'Alain Berliner (téléfilm France 2)
- 2010 : En apparence de Benoît d'Aubert (téléfilm TF1)
- 2011 : Ni Vu, Ni Connu de Christophe Douchand (téléfilm TF1)
- 2013 - 2014 : Crossing Lines créé par Edward Allen Bernero et Rola Bauer (série TF1)
- 2011 - 2015 : Doc Martin d'Eric Kristy (série TF1)
- 2017 : Ransom créé par Frank Spotnitz et David Vainola (série TF1) [6],[7],[8],[9]
- 2017 - 2019 : Happy! créé par Brian Taylor (série Syfy)
- 2018 : Ice (saison 1 et 2) d'Edward Allen Bernero (série Audience Network et Canal + Séries)
- 2018 : Insoupçonnable d'Elie Wajeman et Patricia Tourancheau (série TF1)
- 2019 : The Spy de Gideon Raff (série Netflix et OCS)
- 2022 : Totems d'Olivier Dujols et Juliette Soubrier (série Amazon Prime)
- depuis 2022 : Marie Antoinette de Déborah Davis (série Canal+)
- 2023 : Wild Beauty: Mustang Spirit of the West d'Ashley Avis (documentaire Amazon Prime)
- 2024 : Furies de Jean-Yves Arnaud et Yoann Legave (série Netflix)
- 2024 : En plein vol (Lift) de F. Gary Gray (film Netflix)
- 2024 : Loups-garous de François Uzan (film Netflix)
- 2025 : Balle perdue 3 de Guillaume Pierret (film Netflix)
- 2025 : Carême (série Apple TV)

### Jeux-vidéos
- 2010 : Shrek Forever After: The Game de Tony Wang
- 2011 : Rango de James Ward Byrkit
- 2021 : Call of Duty Mobile (Saison 6), Activision

## Distinctions

### Récompenses
- California Independant Film Festival 2007 : "Best Score" for Tomorrow is Today[4]
- Reel Music Awards 2023 : "Best Original Score" for an Action/Adventure/Thriller Feature, for Les Trois Mousquetaires : D'Artagnan

### Nominations
- César 2022 : "Meilleure musique originale" pour BAC Nord
- Reel Music Awards 2022 : "Best Original Score" for an Action/Adventure/Thriller Feature for King
- Movie Music UK Awards 2023 : "Composer of the Year"
- César 2024 : "Meilleure musique originale" pour Les Trois Mousquetaires : D'Artagnan et Les Trois Mousquetaires : Milady